# Kashka from Baghdad
"Kashka from Baghdad" (inglés: Kashka de Bagdad) es la octava canción del álbum Lionheart de la cantante Kate Bush. Se convirtió en la primera canción de la cantante en hablar abiertamente sobre la homosexualidad.
Mike DeGagne de Allmusic la indicó como una pista destacada (track pick en inglés) del álbum.

## La canción
Es una balada de medio tiempo acompañada por piano, y relata la historia de Kashka, un hombre que vive con su pareja gay y que solamente en la noche son vistos juntos. Esta situación provoca que se alejen de su familia y sus amigos.

## Trabajos similares
La artista ya había escrito canciones sobre la sexualidad o el eroticismo en sí, siendo "Feel It" y "L'Amour Looks Something Like You" de su álbum The Kick Inside las primeras, junto con "Symphony in Blue" perteneciente al mismo álbum que esta canción. Las dos primeras son de tiempo más lento y también acompañadas por piano, mientras que las dos últimas son un poco más aceleradas.

## Personal
- Kate Bush - voz principal, piano
- Del Palmer - bajo
- Stuart Elliot - percusión
- Charlie Morgan - batería
- Paddie Bush - salterio, mandolina, mandocello, flauta de pan.

## Producción
- Andrew Powell - productor y arreglista.
- Kate Bush - compositora, productora y arreglista asistente.
- Georg Kamann - remasterización